# Lomagramma sumatrana
Lomagramma sumatrana är en träjonväxtart som beskrevs av Cornelis Rugier Willem Karel van Alderwerelt van Rosenburgh. Lomagramma sumatrana ingår i släktet Lomagramma och familjen Dryopteridaceae. Inga underarter finns listade.